# 沙發
沙發（英語：Sofa，北美稱作Couch），又稱膨椅，為軟體家具的一種，是裝有軟墊的多座位椅子。它源於西方國家，而後引進亞洲，成為西式裝潢或摩登家居設計的重點之一。
在亞洲地區沙發有各式材質，通常依表層材質區分，常見有木、布及皮，主要為一般家庭客廳使用。沙發種類衍申數種不同形式，如木頭沙發或大理石沙發較一般皮布沙發來的涼爽，或是軟墊可拆式的複合沙發冬暖夏涼。
“沙发”一词来自英语sofa，而sofa又是来自阿拉伯语“suffah”（长椅）的借词。

## 用途

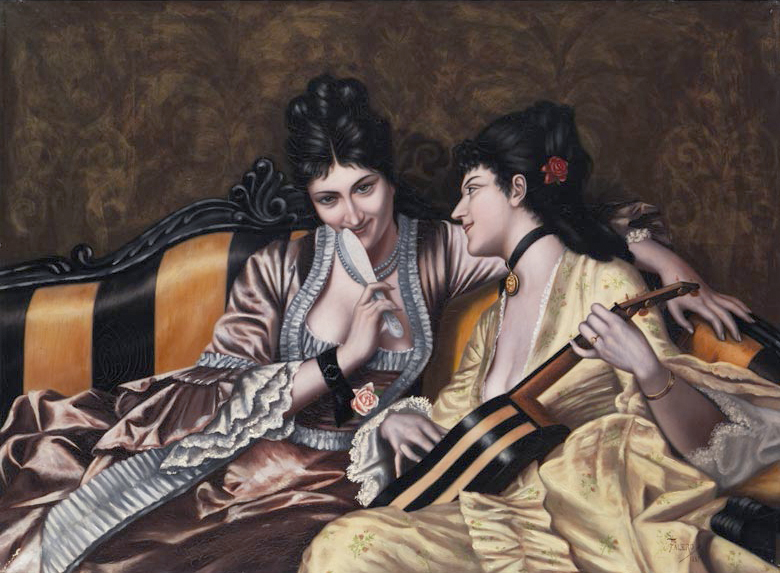
油画《沙发上的两妇人》

沙發在一般的室內裝潢通常置於客廳、起居室或偏廳，作為招待訪客或親友團聚聯絡感情的中心。常與沙發配成一套的家具還包括茶几（咖啡桌）、櫥櫃、電視架、書架等。此外，沙發也常置於書房和臥室。与传统的板凳相比，沙發坐着的时候會有明顯的舒適感。
懶人常用來放置未整理的衣物。

## 種類與變體
最常見的沙發種類為雙人座或鴛鴦座（美式英語Loveseat；英式英語Two-seater）以及三人座。其次是單人座，但它通常不被認為是沙發而是一種椅子，儘管它外型設計與沙發相似。部分家具店通常會將三件沙發（即單人座、雙人座、三人座）成組出售。
單人沙發所佔的體積較小、變化款式也較多，很適合放在單人套房或與雙人、三人沙發做搭配。搭配位置也非常自由，可依個人喜好決定。
三人沙發體積較大，不適合放在小坪數公寓或單人套房中。不過這種沙發通常不用再搭配單椅。
角落沙發一般呈L字形，擺放於角落位置，不僅能提供更多座位，也充分利用空間。也有部分設計不把它擺放在角落而刻意擺放於中央，作為屏風隔開兩個空間（如客廳與飯廳），可以讓室內動線更鮮明流暢。
室外沙發是可以擺放在室外或戶外的沙發，如花園、陽台、天臺等地方。這種沙發坐墊有防水版本，可抵抗雨水，濕氣和霧氣，污漬和灰塵：它們不需要存放在室內，也不需要覆蓋。
另外的變體沙發有：貴妃椅（Chaise Longue），類似雙人沙發，但只有一邊有靠背與扶手，因此人必須斜躺而不是坐在貴妃椅上。貴妃椅與一般沙發可供多人使用不同，通常用於個人休息、小憩、假寐等用途；弧形沙發有著線條優美，但無法靠牆或角落放置，適合放在大坪數的客廳；沙發床則結合沙發和床兩樣功能。
目前沙發也出現客製化沙發，可以依照空間的尺寸、顏色搭配來做變化。

## 伸延閱讀
- John Gloag, A Short Dictionary of Furniture rev. ed. 1962. (London: Allen & Unwin)
- Campbell, Gordon. . . Volume 2. Oxford University Press: 369. 2006. ISBN 9780195189483.

## 外部連結
- 维基词典中的词条「沙發」